# Synagogue B'nai Sholom de Huntsville

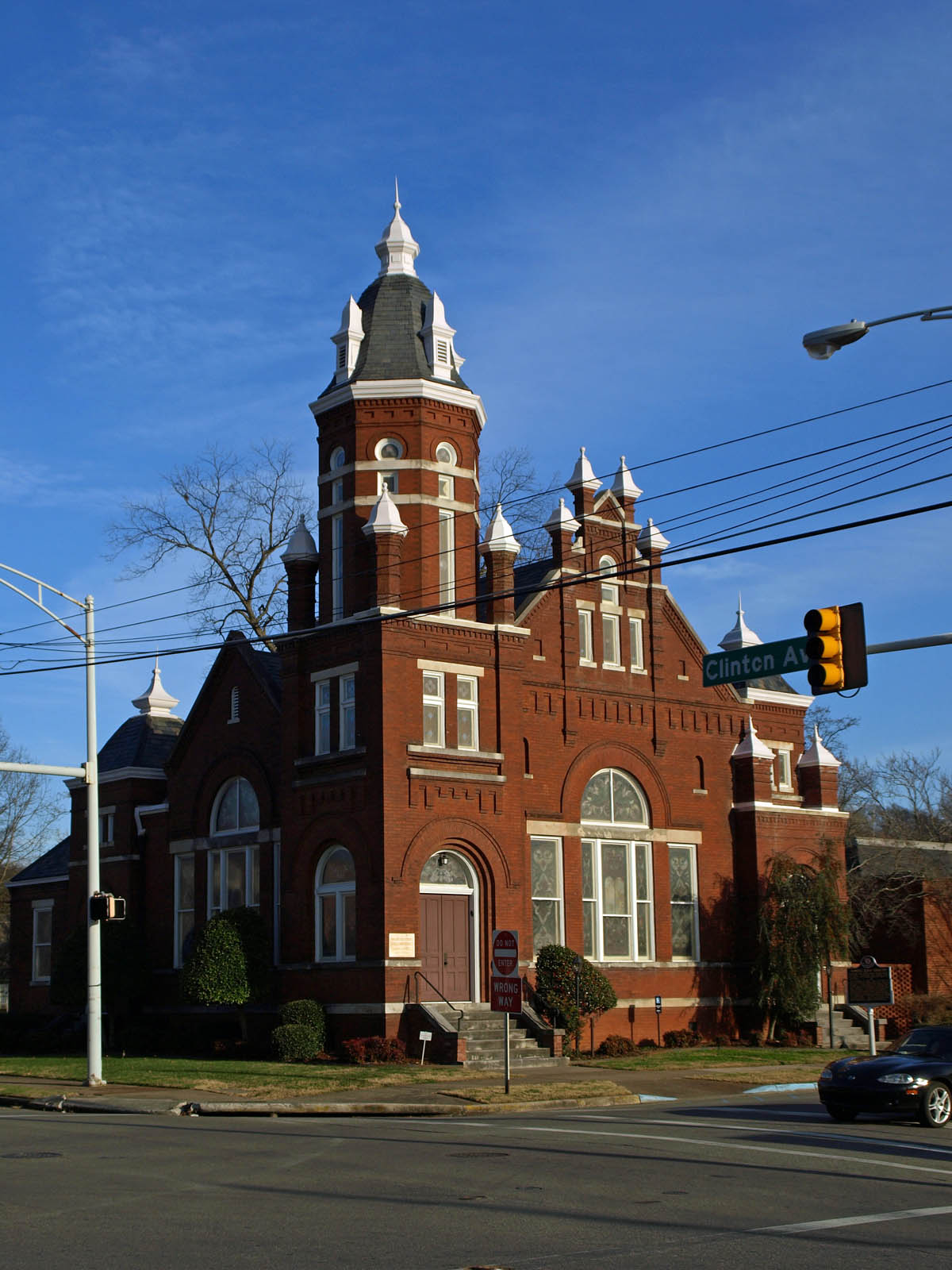
La synagogue de Huntsville

La synagogue B'nai Sholom de Huntsville a été édifiée en 1899. C'est la plus vieille synagogue de l'État en fonctionnement continu depuis son inauguration. Elle figure depuis le 29 juillet 1977 sur le Alabama Register of Landmarks and Heritage (Registre des monuments et du patrimoine de l'Alabama).
Huntsville est le siège du comté de Madison, dans l'État de l'Alabama, aux États-Unis. Elle est située à environ 175 km au sud de Nashville et à 340 km à l'est de Memphis.  Elle compte actuellement un peu plus de 180 000 habitants. 

## Histoire de la communauté juive

### Les débuts et le déclin
Les premiers Juifs qui arrivèrent à Huntsville sont les deux frères Zalegman et Joseph Andrews qui exploitent une mercerie. Comme la plupart des émigrés aux États-Unis du début et du milieu du XIXe siècle, ils étaient probablement originaires d'une petite ville d'Allemagne, et suivaient une pratique réformée de la religion juive, qui permettait un plus grand accommodement avec la société chrétienne que les formes plus orthodoxes du judaïsme.   
La communauté juive de Huntsville se développe et devient suffisamment importante pour se doter d'institutions religieuses. En 1874, elle achète un terrain à Maple Hill pour en faire un cimetière juif. Une branche du B'nai B'rith est formée en 1875 et l'année suivante la communauté B'nai Sholom (Fils  de la Paix) est fondée avec 32 membres. Comme la majorité des communautés juives du sud des États-Unis, elle est affiliée au mouvement réformateur du judaïsme basé à Cincinnati (Ohio), dont elle est actuellement toujours membre. 
Presque jusqu'à la fin du XIXe siècle, les membres de B'nai Sholom prient dans une salle louée à la loge maçonnique sur Lincoln Street. En 1892, la communauté engage son premier rabbin à plein temps, A. M. Bloch de Port Gibson, Mississippi). Le rabbin Bloch reste moins d'une année, car ses sermons sont jugés désagréables à l'ensemble de la communauté. En effet, il avait l'habitude de nommer les absents pendant les offices. Son remplaçant, le rabbin I. E. Waggenheim, est le premier des sept rabbins qui vont rester entre un et trois ans à B'nai Sholom. 
Pendant une courte vacance du poste de rabbin, en 1905, la communauté accepte l'offre du Révérend W. N. Claybrook, un pasteur de l'Église épiscopale de la Nativité voisine, de conduire l'office du vendredi soir, sur une base de volontariat. 
En mai 1898, la communauté juive achète un terrain à l'angle de la rue Lincoln et de l'avenue Clinton et démarre la construction de sa synagogue. Son coût à l'époque est de 16 000 dollars, soit environ un demi-million de dollars actuels. Après son inauguration le 26 novembre 1899, le Huntsville Weekly Democrat écrit: 
« L'édification de ce temple nous donne à réfléchir sur l'assiduité des gens qui l'ont bâti. Les Juifs de Huntsville sont des exemples d'efforts et d'efficacité…Ce sont des marchands juifs qui arrivèrent dans cette ville avec à peine plus que leurs habits…et sont devenus les principaux commerçants et des citoyens honorables…On ne peut s'empêcher d'admirer un peuple qui par ses efforts a obtenu de tels résultats en si peu d'années. »
L'immigration juive continue à la fin du XIXe siècle et au début du XXe, mais cette période marque aussi le début du déclin de la population juive dans cette région. Les adhésions à la communauté juive B'nai Sholom de Huntsville culminent en 1907 avec 38 familles. En 1940, leur nombre a chuté à 23 familles en incluant celles de Decatur et d'Athens, dont les communautés ont été dissoutes dans les années 1930.  
En 1913, B'nai Sholom laisse partir son dernier rabbin à plein temps, et durant la Grande Dépression, ne peut même pas s'offrir un étudiant rabbin pour conduire les offices pendant les grandes fêtes. À la fin de la Seconde Guerre mondiale, la communauté ne compte plus que 16 familles cotisantes.  

### Le renouveau de la communauté
Avec l'arrivée du U.S. Army Missile Command et du Centre de vol spatial Marshall, la population juive de la région recommence à augmenter. Des élèves rabbins sont engagés pendant les années 1950, et en 1956, la communauté achète le bâtiment adjacent à la synagogue dans la rue Lincoln afin d'augmenter le nombre de classes pour l'école religieuse. Ce bâtiment sera rasé en 1968 et remplacé par le bâtiment scolaire actuel. Les cérémonies de confirmation sont réinstitués dans les années 1950 et la synagogue célèbre sa première Bar Mitzvah et Bat Mitzvah respectivement en 1958 et 1967. Finalement en 1963 après un hiatus d'un demi-siècle, la synagogue engage de nouveau un rabbin à plein temps, ce qu'elle continue de faire. 
Pendant les années de vaches maigres du milieu du XXe siècle, quand les fonds étaient limités, la maintenance de la synagogue a souvent été reportée. Finalement en 1975, une rénovation totale a été entreprise qui a été terminée à temps pour la célébration du centenaire de la communauté. Des réparations structurelles importantes de l'Arche Sainte ont eu lieu en 1993-1994. Les deux terrains achetés antérieurement par la communauté ont été convertis en espace vert et en terrain de jeu pour les enfants de la communauté. 
En 1997, la synagogue devient le lieu de dépôt permanent d'une Torah de la Shoah. Le Dr Louis Weiner est à l'origine de l'acquisition de ce Sefer Torah, qu'il a dédié à la mémoire de sa fille Julie Ann morte en 1971 à l'âge de 11 ans. Le Sefer Torah est déposé dans l'Arche Sainte. Ce rouleau de Torah provient d'une ville inconnue de la République tchèque et a été sauvé miraculeusement de la destruction pendant la Seconde Guerre mondiale. 
Engagée comme rabbin de la communauté en 2009, le rabbin Elizabeth Bahar quitte son poste en 2018, et est remplacée par le rabbin Eric Berk. 

## La synagogue[4]
Le plan de l'intérieur de la synagogue peut se décomposer en un ensemble de figures géométriques, chacune possédant une valeur symbolique: l'espace de prière est un carré à pans coupés, de façon à définir un octogone. L'axe principal de l'entrée, des sièges et de la Bimah se trouve de façon non conventionnelle à 45 degrés, sur une des diagonales du carré. Le haut plafond vouté en bois est une pyramide tronquée à 24 plans inclinés. Le carré au sommet de la pyramide tronquée est entouré de 48 lampes à ampoule nue, 12 par côté, donnant un effet splendide à la charpente. 
La Bimah est située dans le coin sud-est et a sa partie avant arrondie, correspond aux courbes des bancs d'origine. Les lattes de bois du plancher épousent exactement les mêmes courbes mettant ainsi en valeur la Bimah. Cet arrangement permet aux fidèles d'être le plus près possible du rabbin et accroit le sentiment communautaire, ce qui est moins le cas pour un positionnement des sièges perpendiculaire à 90 degrés. Cet aménagement est connu sous le nom de plan Akron d'après une église méthodiste de la fin du XIXe siècle, conçu par l'architecte Jacob Snyder et située à Akron dans l'État de l'Ohio. 
Deux très grands vitraux, de plus de 7,50 mètres de large chacun, encadrant de façon symétrique l'axe central à 45 degrés, sont disposés afin d'éclairer la Bimah, sans éblouir les fidèles.
Le ton marron foncé du bois naturel du plafond contraste avec la couleur claire de l'enduit des murs et la brillante couleur des larges vitraux, où dominent les tons chauds et l'or.  
Adjacent à l'endroit principal de prière, se trouve un espace qui jusque dans les années 1970 était séparé de la pièce principale par une cloison repliable en bois, qui délimite deux salles de classe ou qui ouverte permet d'agrandir la salle de prière. Les salles de classe sont équipées d'une cheminée et servent aussi de salles de réunion ou de réception. 
À l'origine, l'alcôve située sur le mur sud de la salle de prière, était encadrée par des rinceaux en bois et cette alcôve contenait un petit orgue à tuyaux dorés, situé à côté de la fenêtre de l'alcôve. La balustrade en bois était centrée sur l'alcôve. Il y a environ 25 ans, la balustrade a été décalée d'environ 1,5 mètre vers l'ouest afin d'agrandir la Bimah. L'orgue a tuyaux a été remplacé par un orgue électrique.   
L'extérieur de la synagogue B'nai Sholom ne donne qu'un faible aperçu de la sophistication géométrique de l'intérieur. La forme basique de l'extérieur est celle d'une structure centrale à toit à pignon avec la façade ouest flanquée de deux tours jumelles de hauteur différente . La tour la plus importante sert d'entrée principale, tandis que les entrées secondaires se trouvent dans les plus petites tours.
Il est difficile de donner un style à la synagogue car l'architecte a mélangé habilement des styles de différentes époques. L'influence principale de l'extérieur de la synagogue est le style roman du IXe au XIIe siècle en Europe, remis à l'honneur au milieu du XIXe siècle sous le nom de style néo-roman. Parmi les éléments typiquement romans, on trouve la tour octogonale avec des petites tourelles à chaque coin de la base octogonale, les arcs en plein cintre au-dessus des fenêtres et des portes et la multitude de fleurons sur les parapets et les tours. La frise dentée en brique à la base du pignon ouest est une réinterprétation des mâchicoulis médiévaux. 
Les fenêtres principales, composées d'une fenêtre centrale à arc en plein cintre, flanquée de deux fenêtres rectangulaires étroites sont inspirées du style vénitien ou palladien du XVIe siècle, originaire du nord de l'Italie, mais s'intègrent parfaitement dans l'ensemble roman.    
Quant à la conception de la façade ouest, elle rappelle fortement le style baroque des monuments du XVIe siècle hollandais. De même cette influence baroque se retrouve dans les vitraux avec leurs motifs curvilignes.
Le bâtiment est construit en briques rouges pressées à très haute pression de tailles parfaitement uniformes permettant de les joindre avec du mortier de très faible épaisseur, inférieure à cinq millimètres, donnant l'apparence d'une construction monobloc. Pour renforcer cet aspect monolithique, le mortier utilisé a été coloré en rouge-brun. Lors d'une restauration antérieure, les responsables avaient décidé de retracer en blanc les joints, altérant l'apparence du bâtiment. La dernière restauration est revenue à la conception originale. 
Le toit d'origine de la synagogue en ardoise vert-gris est toujours en place après plus de cent ans. Un certain nombre d'ardoises brisées ont été changées, et le revêtement en métal galvanisé a été remplacé en 1994 par du cuivre longue durée. Les nombreux poinçons en métal galvanisé ont aussi été remplacés à la même date par des pièces en cuivre par la société Copperwork de Decatur. Comme l'intention initiale était que les poinçons ressemblent à des sculptures en pierre, le cuivre a été peint dans la couleur d'un calcaire gris-blanc, pour s'assortir avec le calcaire des allèges et des linteaux du bâtiment.
Lors de la dernière restauration, plusieurs arbres d'ombrage feuillus ont été plantés le long des rues Lincoln et Randolph pour adoucir l'apparence de la synagogue comme on la voit sur des photographies du début du XXe siècle.
L'architecte de la synagogue, Mr B.H. Hunt de Chattanooga a réalisé dans plusieurs états du sud-est des États-Unis, de nombreux bâtiments religieux, de diverses croyances, comme la First Baptist Church aussi à Huntsville, construite au début du XXe siècle et qui se trouvait à l'intersection des rues Clinton et Church. 
En 1968, un bâtiment moderne sur un seul niveau en brique rouge est ajouté à la partie sud de la synagogue. Les architectes pour cette aile font partie du cabinet Jones, Crow & Mann d'Huntsville. Pour la restauration de 1994, l'entrepreneur est Craftsmen Builders d'Huntsville. Cette restauration a été faite en recherchant l'aspect architectural d'origine de la synagogue voulu par son architecte.